# Mariánský sloup (Broumov)
Sloup se sochou Panny Marie na náměstí v Broumově je Mariánský sloup uprostřed broumovského Mírového náměstí. Sloup dal postavit opat broumovského kláštera Otmar Zinke v roce 1706. Autorem sloupu je sochař Jan Brokoff s dílnou. Původní Brokoffova socha Madony byla v roce 1828 nahrazena novou, dvojitou sochou od sochaře Gottfrieda Bóssewettera.

## Historie
Sloup dal postavit opat broumovského kláštera Otmar Zinke v roce 1706 jako dar městu Broumov. Dílo podle vzoru poutní gotické dřevořezby zpracoval sochař Jan Brokoff se svou dílnou, což je doloženo nápisem na podstavci sochy svatého Václava:
IOAN BROKOFF FECIT 1706

Podle dochovaného vyúčtování, které je uloženo v Broumovském muzeu, byla celková cena 303 zlaté a 1 krejcar, přičemž Brokoff věnoval jednu sochu zdarma ke cti svatého Otce Benedikta a na některé práce poskytl slevu.
Dílo slavnostně posvětil opat Otmar dne 13. listopadu 1706. Při této příležitosti byla vydána pamětní rytina.
Broumovští měšťané ale nebyli s dílem spokojeni. Ačkoliv šlo o dar kláštera městu, Madona se dívala směrem ke klášteru a k většině města byla otočena zády. Proto dal opat Zinke původní sochu sejmout a nahradit ji větší dvojstrannou sochou Madony s Ježíškem, která se dívá na obě strany. Sochu pravděpodobně již v roce 1727 zhotovil sochař Gottfried Bóssewetter. Slavnostní posvěcení nové podoby sloupu proběhlo 2. srpna 1728. Původní socha byla přemístěna na východní terasu kláštera. Později se zřítila a její trosky jsou uloženy v depozitáři kláštera.
Sloup je poprvé uveden v literatuře v roce 1837 ve farní pamětní knize, uložené v SOkA Náchod.
V roce 1844 proběhla první doložená oprava sloupu. Náklady na tuto opravu činily 609 zlatých a 53 a 1/2 krejcaru, z čehož opat Placidus Benesch daroval 400 zlatých a zbytek pocházel ze sbírky mezi občany města. Opravené dílo bylo posvěceno dne 15. září 1844. O této opravě svědčí nápis na sloupu:
Renovatum 1844 ex munificentia Amplissimi Domini Abatis Placidi Benesch venerabilis conventus et colecta pecunia civium.

a zápis v pamětní knize farnosti.
V roce 1897 proběhla oprava sochy Panny Marie, která byla financována ze sbírky mezi občany města. Opravenou sochu posvětil dne 4. července 1897 opat Dr. Bruno Čtvrtečka.
V roce 1960 byla ze svého výklenku sražena socha svaté Scholastiky. Pádem se rozbila na několik kusů, nejvíce byla poškozena hlava světice. Místním občanům se podařilo sebrat všechny kusy rozbité sochy, což značně usnadnilo opravu. Tu provedl akademický sochař František Bartoš z Hradce Králové. Přitom doporučil provést celkovou opravu sloupu a odstranění nevhodných nátěrů. Zpráva o opravě poškozené sochy byla podána dne 16. srpna 1960.
Celkovou opravu provedli v letech 1960–1961 restaurátoři Miloslav Smrkovský z Kutné Hory, Ladislav Šobr z Prahy a Antonín Wagner z Jaroměře. Restaurátorská zpráva o opravě byla podána dne 20. listopadu 1961.
Koncem roku 1989 byla plastika opět vážně poškozena: tentokrát byla sražena socha svatého Prokopa. Opravu provedli pracovníci SBD Náchod, proti čemuž protestovala KSSPPOP (Krajská správa státní památkové péče a ochrany přírody), protože tito pracovníci neměli oprávnění provádět restaurátorské práce. KSSPPOP opravu akceptovala a doporučila další opravy, především opravu sochy svatého Vojtěcha, provedenou v roce 1991; restaurátorská zpráva byla podána 3. prosince 1991.
Celkovou opravu sloupu provedl akademický sochař Čestmír Mudruňka v letech 1992–1993. Ten také provedl následnou opravu balustrády, branky, luceren a schodů a doplnění atributů u soch svaté Scholastiky a svatého Prokopa.

## Popis
Sloup stojí na podnoži, která je vysoká 2,8 metru. V té jsou čtyři niky zaklenuté konchou, ve kterých stojí sochy svaté Scholastiky, Svatého Benedikta, svatého Vintíře a svatého Prokopa. Nad každou z těchto nik sedí andílek se štítem a na těchto čtyřech štítech stojí nápis:
IN GLORIAM | ET HONOREM | SANCTAE | MARIAE.

Z podnoží vystupují úhlopříčně čtyři podstavce se sochami svaté Markéty, svaté Hedviky, svatého Václava a svatého Vojtěcha. Na soše svatého Václava je umístěno výše zmíněné vročení a označení autora.

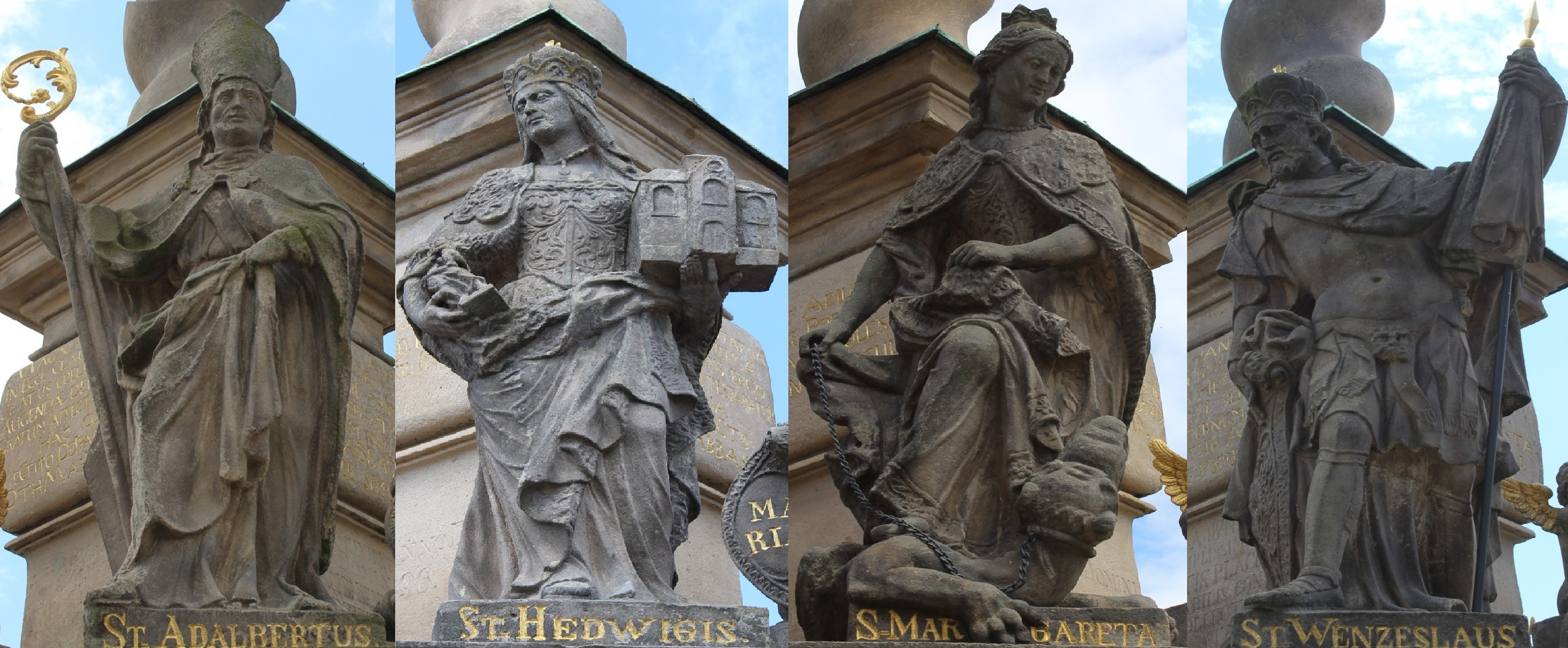
Adalbert, Hedvika,  Markéta, Václav
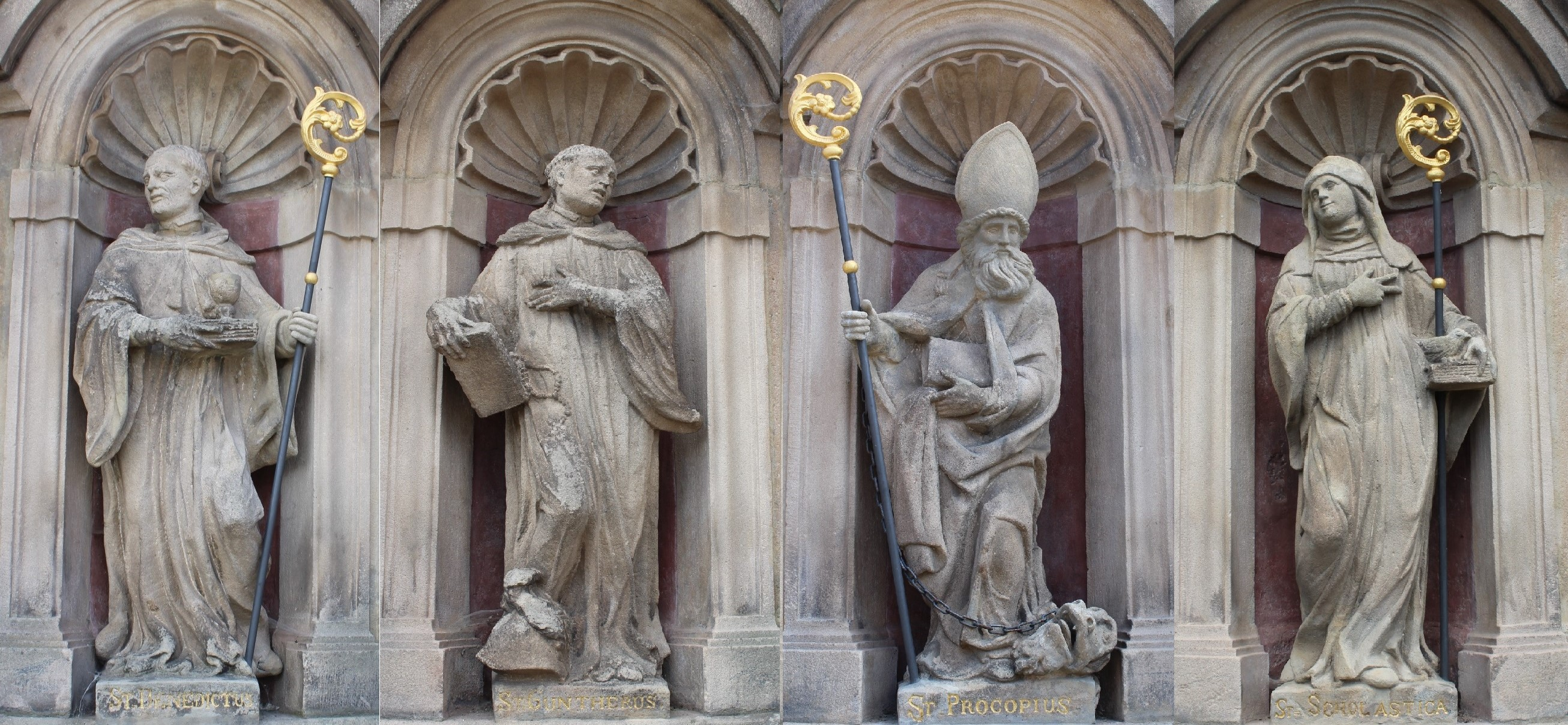
Benedikta, Gunther, Prokop, Scholastika
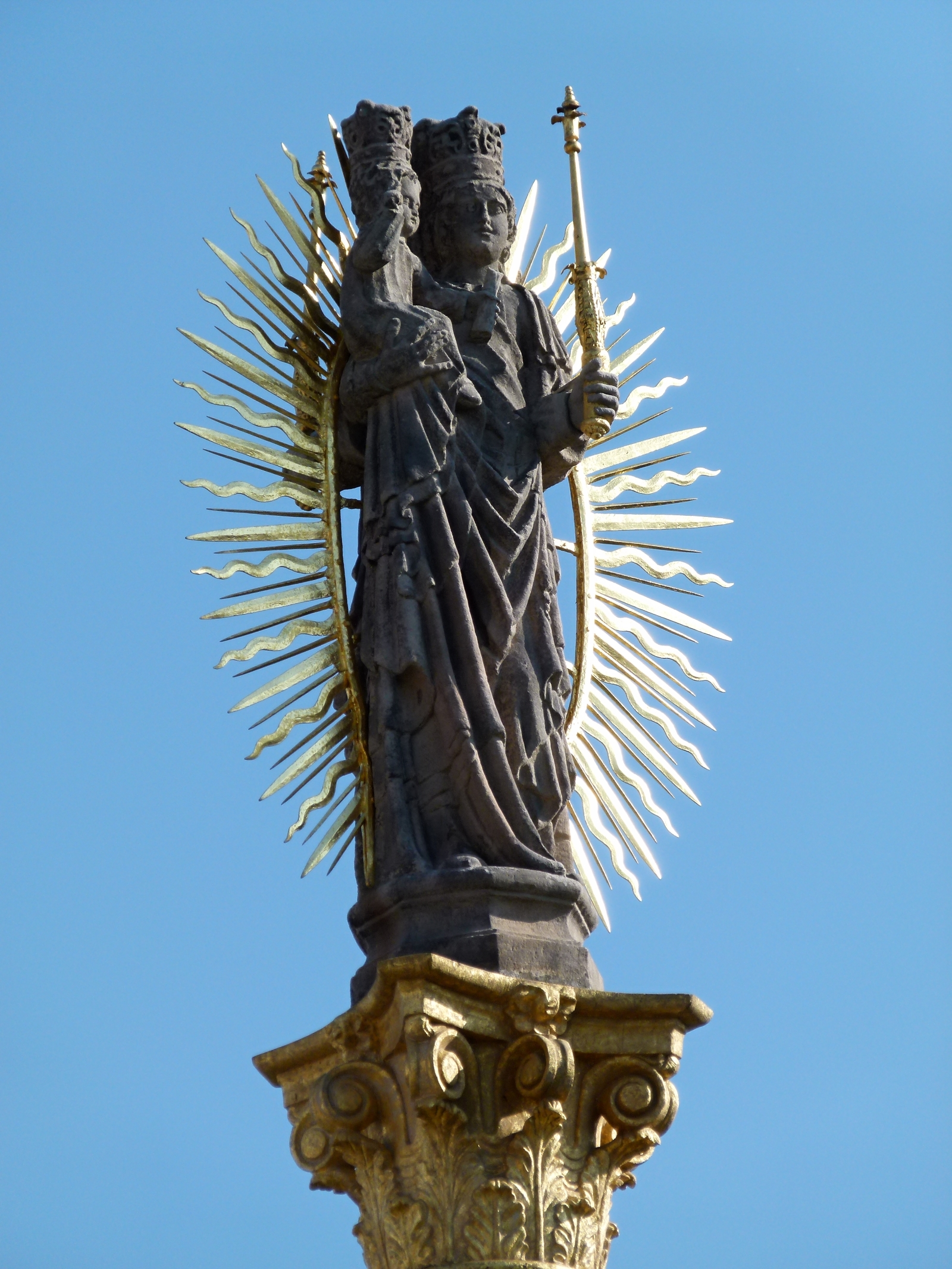
Socha Marie s Ježíškem na vrcholu sloupu

Sochy světců jsou označeny nápisy na plintech:
ST. WENZESLAUS

IOAN BROKOFF FECIT

1706

ST. MARGARETA

ST. HEDWIGIS

ST. ADALBERTUS

ST. BENEDICTUS

ST. PROCOPIUS

ST. SCHOLASTICA

ST. GUNTHERUS

Ze středu podnože vystupuje podstavec vlastního sloupu, který je vysoký 2,8 metru. Na tomto podstavci jsou nápisy. Vpředu:
PATRIAM HANC URBEM

A. 1171 EXTRUI COEPTAM

PER TE AB HUSSIT: OBSIDENT:

EXCIDIOQUE 1421 SERVATAM

MARIA AETERNUM PROTEGE

ITA PRECANTUR ABBAS CON

VENTUS ET POPULUS SEMPER TUI

"RENOV. A. 1844 EX MUNIFICEN

TIA AMPLISSIMI DOMINI

ABBATIS PLACIDI BENESCH

VENERABILIS CONVENTUS

ET COLLECTA PENUCIA

CIVIUM"

Vzadu:
MARIA vol der Güttigkeit

Und Mutter der Barmhertzigkeit

Pest Hunger Krieg von unß abwend.

Erbiett unß auch ein ßeelig end

RENOVAT. ANNO DOMINI

1896

Vpravo:
ESTO TUTRIX ET ADIUTRIX

CHRISTANI POPULI

PACEM PRAESTA NE MOLESTA

NOS PERTURBENT SAECULI

Vlevo:
MAGNAE MATRI

IN ECCL. CLAUSTRALIS STATUA

GRATIS COELESTIBUS BENEFICAE

AUGENDAE DEIN PIETATIS ERGO

GRATIUM AFFECTUM SUUM TESTABATUR

HAC COLUMNA

ET ECTYPO DEIPARAE ERECTO

ORHMARVS ABBAS

Na podstavci stojí vlastní sloup se šroubovitě stáčeným dříkem, který je zhotoven z jednoho kusu kamene a je vysoký asi 6 metrů. Na jeho vrcholu je barokně-korintská hlavice a na ní vlastní dvojitá socha Madony broumovské v nadživotní velikosti. Socha má svatozář ze zlaceného železa. Socha je kopií gotické dřevěné sochy Panny Marie broumovské od Mistra Michelské Madony z doby kolem roku 1350.
Okolo sloupu je čtvercová balustráda, jejíž rohy jsou zkoseny konkávními oblouky. K balustrádě vede po obvodu několik kamenných stupňů. V rozích schodiště stávaly dříve kamenné patníky, patrné ještě na fotografii z roku 1953.

## Zajímavosti
Jan Brokoff osobně asistoval při lámání kamene na sochy a snažil se je hned v lomu hrubě opracovat tak, aby jejich váha pro přepravu do Broumova byla co nejmenší. Pracoval zde za velmi skromných podmínek "o chlebu a vodě". Tím si získal úctu sedláků, kteří museli kámen přepravovat, a ti mu potom z vděčnosti poskytli odvoz zdarma zpět do Prahy.